# 21世紀COEプログラム
21世紀COEプログラム（にじゅういっせいきしーおーいープログラム、The 21st Century Center Of Excellence Program）は、「大学の構造改革の方針」（2001年6月）に基づき、2002年から新たに開始された文部科学省の研究拠点形成等補助金事業である。

## 概要
日本の大学に世界最高水準の研究教育拠点を形成し、研究水準の向上と世界をリードする創造的な人材育成を図るため、重点的な支援を行うことを通じて、国際競争力のある個性輝く大学づくりを推進することを目的としている。日本学術振興会に設置された21世紀COEプログラム委員会での審査によって、補助金交付先の審査・評価がなされる。補助金額自体は大きくないが、採択されるか否かが研究機関としてのイメージなどに大きな影響があり、各大学は採択に向けて大きな力を割いている。
なお、後継の制度としてグローバルCOEプログラムが実施されている。

## 機関別COE採択件数
以下は、第1回に限り追加的に募集された「革新的な学術分野」を含め、2002年度から2004年度まで（第1回）の採択された研究を行っている大学の一覧である。
結果的に、科学研究費補助金の上位機関において、配分額上位を占める旧帝国大学7校に、東京工業大学、慶應義塾大学、早稲田大学が割って入る形になった。また、私立大学も含め、特色のある研究を行っている採択拠点の大学も数多く、今後の大学の研究活動の活発化が期待される。

### 上位機関
採択件数上位11機関の採択件数および補助金交付額は次の通り。
| 順 | 機関名       | 採択件数 | 採択件数 | 採択件数 | 採択件数 | 補助金 交付額 |
| 順 | 機関名       | 合計     | 2002年度 | 2003年度 | 2004年度 | 補助金 交付額 |
| -- | ------------ | -------- | -------- | -------- | -------- | ------------- |
| 1  | 東京大学     | 28件     | 11       | 15       | 2        | 43億3930万円  |
| 2  | 京都大学     | 23件     | 11       | 11       | 1        | 33億7480万円  |
| 3  | 大阪大学     | 15件     | 7        | 7        | 1        | 24億6980万円  |
| 4  | 名古屋大学   | 14件     | 7        | 6        | 1        | 17億8630万円  |
| 5  | 東北大学     | 13件     | 5        | 7        | 1        | 19億5460万円  |
| 6  | 慶應義塾大学 | 12件     | 5        | 7        | 0        | 17億5110万円  |
| 6  | 東京工業大学 | 12件     | 4        | 5        | 3        | 17億8060万円  |
| 6  | 北海道大学   | 12件     | 4        | 6        | 2        | 17億5450万円  |
| 9  | 早稲田大学   | 9件      | 5        | 4        | 0        | 10億3730万円  |
| 10 | 九州大学     | 8件      | 4        | 4        | 0        | 12億6640万円  |
| 11 | 神戸大学     | 7件      | 1        | 6        | 0        | 13億8720万円  |

### 分野別
※以下の一覧は日本学術振興会の採択拠点一覧を参考にした。同件数の順番はその一覧の順番となっている。

#### 革新的な学術分野
- 3件　東京工業大学
- 2件　北海道大学　東京大学
- 1件　岩手大学　東北大学　群馬大学　千葉大学　一橋大学　金沢大学　北陸先端科学技術大学院大学　岐阜大学　静岡大学　名古屋大学　京都大学　大阪大学　奈良女子大学　鳥取大学　広島大学　琉球大学　大阪市立大学　二松學舍大学　京都薬科大学　高知工科大学　九州産業大学

#### 社会科学系
- 4件　東京大学
- 3件　一橋大学　神戸大学　慶應義塾大学
- 2件　東北大学　京都大学　早稲田大学
- 1件　北海道大学　政策研究大学院大学　大阪大学　東京都立大学　日本福祉大学　同志社大学　関西学院大学

#### 医学系
- 3件　東京大学　大阪大学
- 2件　千葉大学　東京医科歯科大学　京都大学　慶應義塾大学
- 1件　北海道大学　東北大学　山形大学　新潟大学　福井大学　浜松医科大学　名古屋大学　神戸大学　広島大学　徳島大学　九州大学　長崎大学　横浜市立大学　兵庫県立看護大学　自治医科大学　順天堂大学　聖路加看護大学　東京女子医科大学　藤田保健衛生大学　関西医科大学　久留米大学

#### 数学・物理学・地球科学系
- 4件　東京大学
- 3件　名古屋大学　京都大学
- 2件　東北大学　大阪大学
- 1件　北海道大学　千葉大学　東京工業大学　電気通信大学　神戸大学　岡山大学　九州大学　大阪市立大学　慶應義塾大学　早稲田大学

#### 機械、土木、建築、その他工学系
- 3件　東京工業大学
- 2件　東北大学　東京大学　九州大学
- 1件　北海道大学　山梨大学　名古屋大学　京都大学　大阪大学　神戸大学　熊本大学　東京都立大学　慶應義塾大学　東京電機大学　東京理科大学　早稲田大学　東京工芸大学　立命館大学

#### 生命科学
- 3件　東京大学
- 2件　名古屋大学　京都大学　大阪大学
- 1件　北海道大学　帯広畜産大学　東北大学　秋田大学　筑波大学　群馬大学　東京工業大学　神戸大学　奈良先端科学技術大学院大学　九州大学　熊本大学　宮崎医科大学　姫路工業大学　北里大学　慶應義塾大学　東海大学　日本大学　立命館大学　近畿大学

#### 情報・電気・電子系
- 2件　東京大学　名古屋大学　京都大学
- 1件　北海道大学　東北大学　東京工業大学　横浜国立大学　豊橋技術科学大学　大阪大学　奈良先端科学技術大学院大学　広島大学　九州大学　慶應義塾大学　中央大学　早稲田大学　名城大学　立命館大学

#### 化学・材料科学系
- 2件　東北大学　東京大学　東京工業大学　名古屋大学　京都大学　大阪大学
- 1件　筑波大学　東京農工大学　長岡技術科学大学　信州大学　名古屋工業大学　九州大学　青山学院大学　慶應義塾大学　早稲田大学

#### 人文科学系
- 3件　東京大学
- 2件　京都大学　早稲田大学
- 1件　北海道大学　東北大学　東京外国語大学　お茶の水女子大学　名古屋大学　大阪大学　広島大学　九州大学　大阪市立大学　慶應義塾大学　國學院大學　法政大学　立命館大学 二松學舍大学

#### 学際・複合・新領域系
- 6件　京都大学
- 3件　北海道大学　東京大学
- 2件　筑波大学
- 1件
  - （2002年）東京外国語大学　東京農工大学　横浜国立大学　金沢大学　岐阜大学　豊橋技術科学大学　大阪大学　鳥取大学　愛媛大学　佐賀大学　長崎大学　静岡県立大学　大阪府立大学　慶應義塾大学　上智大学　玉川大学　早稲田大学　愛知大学
  - （2003年）東京工業大学　お茶の水女子大学　長岡技術科学大学　富山大学　北陸先端科学技術大学院大学　名古屋大学　岡山大学　広島大学　徳島大学　九州芸術工科大学　九州工業大学　国際基督教大学　東洋大学　日本大学　神奈川大学　同志社大学　近畿大学

## 中間評価
21世紀COEは採択の2年後に文部科学省による中間評価が行われる。2002年度および2003年度の採択拠点の結果を以下にまとめる（現在一部大学のみ記載）。
- A評価 - 「当初計画は順調に実施に移され、現行の努力を継続することによって目的達成が可能と評価される」
- B評価 - 「当初目的を達成するには、下記のコメントに留意し、一層の努力が必要と判断される」
- C評価 - 「このままでは当初目的を達成することは難しいと思われるので、下記のコメントに留意し、当初計画の適切なる変更が必要であると判断される」
- D評価 - 「現在までの進捗状況等に鑑み、今後の努力を待っても当初目的の達成は困難と思われるので、拠点形成を継続するためには、下記のコメントに沿って、当初目的を絞り込んだ上で当初計画を大幅に縮小することが必要と判断される」

### 医学系
- A評価 : 東北大学1　東京大学3　名古屋大学1　京都大学2　大阪大学2　慶應義塾大学1
- B評価 : 北海道大学1　大阪大学1　九州大学1　慶應義塾大学1

### 数学・物理学・地球科学系
- A評価 : 北海道大学1　東北大学2　東京大学3　京都大学2　大阪大学1　慶應義塾大学1
- B評価 : 東京大学1　東京工業大学1　名古屋大学2　京都大学1　大阪大学1　九州大学1　早稲田大学1
- 辞退 : 名古屋大学1

### 機械、土木、建築、その他工学系
- A評価 : 北海道大学1　東北大学1　東京大学2　東京工業大学1　名古屋大学1　京都大学1　立命館大学1
- B評価 : 東北大学1　東京工業大学2　大阪大学2　九州大学2　早稲田大学1
- C評価 : 慶應義塾大学1

### 生命科学
- A評価 : 北海道大学1　東京大学2　名古屋大学1　京都大学2　大阪大学1
- B評価 : 東北大学1　東京大学1　東京工業大学1　名古屋大学1　大阪大学1　九州大学1　慶應義塾大学1　近畿大学1

### 化学・材料科学系
- A評価 : 東北大学2　東京大学1　東京工業大学2　名古屋大学2　大阪大学1　九州大学1　青山学院大学1　早稲田大学1
- B評価 : 東京大学1　京都大学2　大阪大学1　慶應義塾大学1

### 情報・電気・電子系
- A評価 : 東北大学1　東京大学2　東京工業大学1　京都大学1　大阪大学1
- B評価 : 北海道大学1　名古屋大学2　横浜国立大学1　京都大学1　広島大学1　九州大学1　慶應義塾大学1　早稲田大学1　中央大学1

### 社会科学系
- A評価 : 東北大学1　東京大学2　一橋大学3　大阪大学1　慶應義塾大学2　早稲田大学1
- B評価 : 北海道大学1　東北大学1　東京大学2　京都大学2　慶應義塾大学1　早稲田大学1

### 人文科学系
- A評価 : 東京大学1　早稲田大学1
- B評価 : 北海道大学1　東北大学1　東京大学2　名古屋大学1　京都大学1　慶應義塾大学1　國學院大學1
- C評価 : 東京外国語大学1　お茶の水女子大学1　京都大学1　大阪大学1　広島大学1　大阪市立大学1　早稲田大学1
- D評価 : 九州大学1　法政大学1

### 学際・複合・新領域系
- A評価 : 北海道大学1　京都大学2　大阪大学1　慶應義塾大学1　近畿大学1 九州工業大学1
- B評価 : 北海道大学2　東京大学3　東京工業大学1　名古屋大学1　京都大学4　九州大学1 東洋大学1
- C評価 : 早稲田大学1

## プログラム委員会委員

### 2006年度
- 青木昌彦 - 京都大学名誉教授
- 安西祐一郎 - 慶應義塾長
- 生駒俊明 - 科学技術振興機構研究開発戦略センター長
- 石井米雄 - 京都大学名誉教授
- 岩男壽美子 - 慶應義塾大学名誉教授
- 江崎玲於奈 - 横浜薬科大学学長
- 小野元之 - 日本学術振興会理事長
- 勝木元也 - 自然科学研究機構基礎生物学研究所長
- 金澤一郎 - 国立精神・神経センター総長
- 金森順次郎 - 財団法人国際高等研究所長
- 川那部浩哉 - 滋賀県立琵琶湖博物館長
- 岸輝雄 - 独立行政法人物質・材料研究機構理事長
- 木村孟 - 大学評価・学位授与機構機構長
- 郷通子 - お茶の水女子大学学長
- 小宮山宏 - 東京大学総長
- 白井克彦 - 早稲田大学総長
- 末松安晴 - 情報・システム研究機構国立情報学研究所顧問
- 鈴木昭憲 - 東京大学名誉教授
- 田村和子 - 共同通信社客員論説委員
- 丹保憲仁 - 北海道大学名誉教授
- 外村彰 - 日立製作所フェロー
- 鳥居泰彦 - 慶應義塾大学学事顧問・前慶應義塾長
- 長田豊臣 - 立命館理事長
- 中村桂子 - JT生命誌研究館館長
- 中森喜彦 - 京都大学教授
- 西澤潤一 - 東北大学名誉教授
- 増本健 - 財団法人電気磁気材料研究所長
- 山田康之 - 奈良先端科学技術大学院大学名誉教授